# Завісць (Опольське воєводство)
Завісць (пол. Zawiść, нім. Winterfeld in Oberschlesien) — село в Польщі, у гміні Покуй Намисловського повіту Опольського воєводства. Населення — 288 осіб (2011).
За часів нацистського режиму з 1936 по 1945 рік село мало назву Вінтерфельд.

## Демографія
Демографічна структура станом на 31 березня 2011 року:
|          | Загалом | Допрацездатний вік | Працездатний вік | Постпрацездатний вік |
| -------- | ------- | ------------------ | ---------------- | -------------------- |
| Чоловіки | 143     | 23                 | 104              | 16                   |
| Жінки    | 145     | 22                 | 96               | 27                   |
| Разом    | 288     | 45                 | 200              | 43                   |